# خولیا سولومونف
خولیا سولومونف (اسپانیایی: Julia Solomonoff‎؛ زادهٔ ۴ مارس ۱۹۶۸)، تهیه‌کننده فیلم، کارگردان، فیلم‌نامه‌نویس و بازیگر اهل آرژانتین است.
از فیلم‌هایی که وی در آن‌ها نقش داشته است، می‌توان به اِرماناس اشاره نمود.